# Robbery, Assault & Battery
Robbery, Assault & Battery (en castellano "Robo, Asalto y Agresión") es una canción del grupo de rock progresivo Genesis, fue publicada por primera vez en el álbum A Trick of the Tail del año 1976.
Escrita por Tony Banks y Phil Collins, las letras son una reminiscencia de las historias contadas por Peter Gabriel en sus composiciones para el grupo, ya que cuentan una historia, la historia de un criminal quien gracias a un sistema legal deficiente puede continuar cometiendo sus crímenes, sin temor a tener que pagar por ellos. Incluso Collins también simula la práctica habitual de Gabriel de utilizar diferentes acentos vocales para retratar a los diferentes personajes de la canción. La música acentúa el humor oscuro de las letras emparejándose con una melodía irónica.
"Robbery, Assault & Battery" se convertiría en una canción favorita para los conciertos en vivo del grupo, y sería interpretada por varios años más luego de su lanzamiento inicial, siendo aún considerada como uno de los mayores logros post-Gabriel del grupo. Además esta canción posee un video promocional, retratándolo a Collins como un ladrón de bancos y es perseguido por la policía, interpretada por Banks, Hackett y Rutherford.
- Datos: Q6109363